# 8996 Waynedwards
8996 Waynedwards eller 1981 EC10 är en asteroid i huvudbältet som upptäcktes den 1 mars 1981 av den amerikanska astronomen Schelte J. Bus vid Siding Spring-observatoriet. Den är uppkallad efter Wayne N. Edwards.
Asteroiden har en diameter på ungefär 7 kilometer.